# Ruth Enang Mesode
Ruth Enang Mesode, född 24 februari 1958, är en friidrottare från Kamerun. Hon deltog vid olympiska sommarspelen 1980 och olympiska sommarspelen 1984.